# Marijská vlajka

Marijská vlajka
Poměr stran: 2:3

Vlajka Marijska, jedné z autonomních republik Ruské federace, je tvořena bílým listem o poměru stran 2:3, majícím u žerdi pruh červené barvy o šířce 1/8 délky vlajky s marijským ornamentem. Ve středu bílého pruhu je umístěn marijský státní znak.
Bílá je tradiční barva oděvu Marijců a symbolizuje čistotu, laskavost a dobré myšlenky a úmysly obyvatelstva. Medvěd ve znaku ztělesňuje sílu, moc a ušlechtilost, je typický pro území Marijska a místní obyvatelé ho vždy ctili. Meč a kladivo symbolizují právo, pořádek a tvůrčí práci. Štít symbolizuje ochotu úřadů chránit člověka.

## Historie
Marijsko bylo od 16. století součástí Ruska. 4. listopadu 1920 vznikla Marijská autonomní oblast, která byla 5. prosince 1936 transformována na Marijskou ASSR. Od roku 1937 užívala ASSR vlastní vlajku, která byla v roce 1954 a 1978 změněna.

Vlajka Marijské ASSR (1937–1954) Poměr stran: 1:2
Vlajka Marijské ASSR (1954–1978) Poměr stran: 1:2
Vlajka Marijské ASSR (1978–1991/92) Poměr stran: 1:2

22. října 1990 bylo Marijsko (rozhodnutím Sovětu Marijské ASSR) transformováno na Marijskou SSR, 24. května 1991 bylo toto rozhodnutí poslanci RSFSR schváleno. Až do června 1992 byla užívána vlajka Marijské ASSR z roku 1981 (1978). Poté byla (na úředních budovách) nahrazena ruskou vlajkou, protože se marijská vláda nedokázala shodnout na podobě nové vlajky (navrženy byly tři varianty).
V červnu 1992 problematiku výběru nové vlajky převzala Nejvyšší rada republiky. Ta na zasedání,konaném od 7. do 10. července 1992, schválila nový název „Marijská republika” a posoudila nový návrh vlajky. Tento návrh (po průzkumu veřejného mínění) rada doporučila změnit, a proto byl zpracován nový návrh, který 3. září 1992 (nařízením č. 367-III) schválil parlament republiky. Nová vlajka byla tvořena listem o poměru stran 1:2 se třemi pruhy, modrým (v zákoně jako azurový), bílým a červeným (označen jako jasně červený) s poměrem šířek 1:2:1. U žerdi byl v bílém pruhu lícové strany fragment marijského národního ornamentu (vepsaný do čtverce o straně rovné 1/4 šířky vlajky), pod ním červeno-hnědý nápis v cyrilici „МАРИЙ ЭЛ” (velkými písmeny, s kapitálkami, v latince Marij El). Střed ornamentu byl ve vzdálenost 1/2 šířky vlajky od žerdi a 1/5 šířky vlajky od spodní linky horního, modrého pruhu. Šířka pruhů ornamentu byla 1/50 šířky vlajky. Název republiky byl vepisován do obdélníku s velikostí 1/4 × 1/10 šířky vlajky a byl ve vzdálenosti 1/20 šířky vlajky od horní linky červeného pruhu. Výška kapitálek byla oproti výšce ostatních písmen v poměru 4:3. Síla písmen byla 1/10 výšky menších písmen. V zasedací místnosti byla vlajka, ihned po schválení za zvuků hymny, vztyčena. Nad městským výborem v hlavním městě Joškar-Ola byla vztyčena vlajka bez emblému a nápisu (zřejmě národní vlajka).
Autorem vlajky byl (stejně jako předchozí z roku 1992) Izmail Varsonofjevič Jefimov.
9. prosince 1992 bylo Marijsko, sjezdem poslanců Ruské federace, přejmenováno na „Marijskou republiku” s účinností (uveřejněním v deníku Rossijskaja gazeta) od 12. ledna 1993.
30. listopadu 2006 přijalo Státní shromáždění Marijské republiky nový zákon o státním znaku a vlajce. Nová vlajka republiky, byla opět tvořena třemi vodorovnými pruhy: modrým, bílým a červeným, nyní však s poměrem šířek 3:4:3 a
s listem o poměru stran 2:3. Uprostřed bílého pruhu byl (zřejmě pouze na státní vlajce) tmavočervený marijský kříž, archaický symbol stylizovaného slunce, představující plodnost, život a věčnost, s výškou 1/3 šířky vlajky. Barva emblému odkazovala na prastarou legendu o vzniku života na zemi.

Marijská vlajka (1992–2006) Poměr stran: 1:2
(?) Marijská vlajka (2006–2011) Poměr stran: 2:3

V březnu 2011 byl zákonem č. 1-Z změněn text zákona č. 68-Z, kterým se změnil znak i vlajka Marijské republika. Zákon podepsal 5. března 2011 prezident republiky Leonid Igorjevič Markelov a vstoupil v platnost 1. června 2011.
Dle autora předchozích symbolů Marijska, Izmaila Efimova, je na současných symbolech velké množství protichůdných interpretací, heraldických a grafických chyb.

## Vlajka marijského prezidenta
16. června 1994 schválil, výnosem č. 132, prezident Marijské republiky Vladislav Maximovič Zotin první prezidentskou vlajku. Vlajka byla tvořena čtvercovým listem se třemi vodorovnými pruhy: modrým (azurovým), bílým a šarlatovým (jasně červeným). Uprostřed byl státní znak republiky. List byl lemován na horním, vlajícím a dolním okraji zlatými třásněmi. Na žerdi, zakončené kovovým hrotem, byla připevněna konzola s vyrytým (celým) jménem prezidenta Marijské republiky a daty působení ve funkci. Autorem vlajky byl již zmíněný I. V. Jefimov. Původní prapor byl vyroben řemeslníky firmy Truženica. 13. ledna 2000 bylo (výnos č. 20 „O oficiálních symbolech prezidentské moci a jejich používání při nástupu nově zvoleného prezidenta”) upraveno užívání prezidentské vlajky. 6. června 2000 byla (nařízením č. 72) zavedena pravidla, týkající se této vlajky. Nový prapor vyrobila moskevská firma Děržava a zahrnovala opravy I. V. Jefimova. Předpisy také stanovily, že budou existovat 4 duplikáty vlajky (pro kabinet prezidenta, pro oficiální akce, pro sídlo a pro vozidlo prezidenta). (není obrázek)
22. ledna 2007 podepsal prezident Leonid Igorevič Markelov výnos č. 11 „O vlajce prezidenta Marijské republiky”, kterým nahradil nařízení č. 132 z roku 1994 a změnil podobu vlajky. 28. února 2007 bylo vydáno nařízení č. 32 „O oficiálních symbolech prezidentské moci a jejich používání”. Vlajka tak získala status symbolu prezidentské moci. Nové předpisy stanovily, že původní prapor je v kanceláři prezidenta a dále budou užívány 4 duplikáty (pro reprezentaci republiky v Moskvě, pro veřejné akce, pro sídlo a pro vozidlo prezidenta).
V roce 2011 byla změněna vlajka Marijské republiky a v této souvislosti byla zavedena i nová prezidentská vlajka. 9. dubna 2015 schválil prezident republiky výnos č. 84, kterým byl změněn název funkce prezidenta – nově hlava republiky. Vlajka prezidenta (hlavy) Marijske republiky je tvořena bílým, čtvercovým listem s šarlatovým lemem (po celém obvodu) ve tvaru tradičního ornamentu. Šířka ornamentu je 1/10 šířky vlajky. Uprostřed lícové strany vlajky je zobrazen znak Marijské republiky vysokým 7/10 výšky vlajky (střed rubové strany je pouze bílý). Vyrobený prapor má rozměry 130 × 130 cm, znak je vytvořený sítotiskem. Prapor je ze tří stran lemován zlatými třásněmi a jsou k němu připevněny dva střapce na zlaté šňůrce.

Vlajka marijského prezidenta (2006–2011) Poměr stran: 1:1
Vlajka marijského prezidenta (hlavy) Poměr stran: 1:1
Rubová strana vlajky marijského prezidenta

## Vlajky měst a rajónů Marijské republiky

Členění Marijska

Marijsko se člení na 3 města a 14 rajónů.
Města

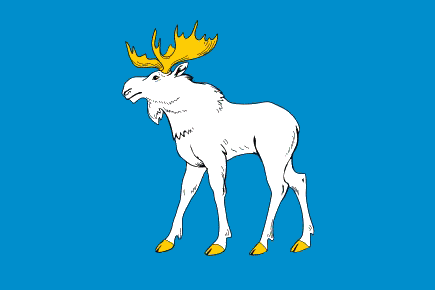
Joškar-Ola (I) Poměr stran: 2:3
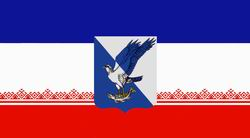
Volžsk (Ii) Poměr stran: 2:3
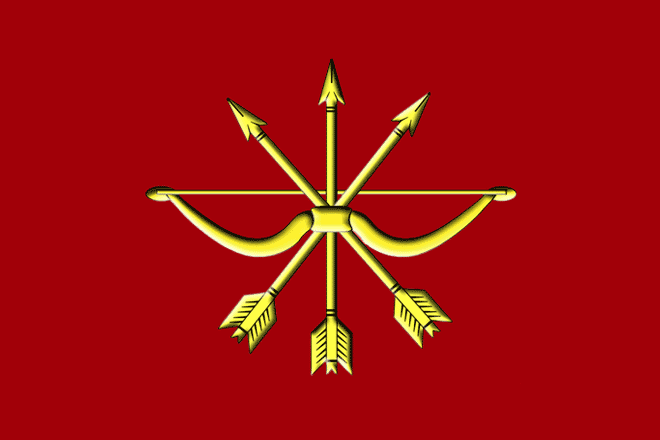
Kozmoděmjansk (III) Poměr stran: 2:3

Rajóny

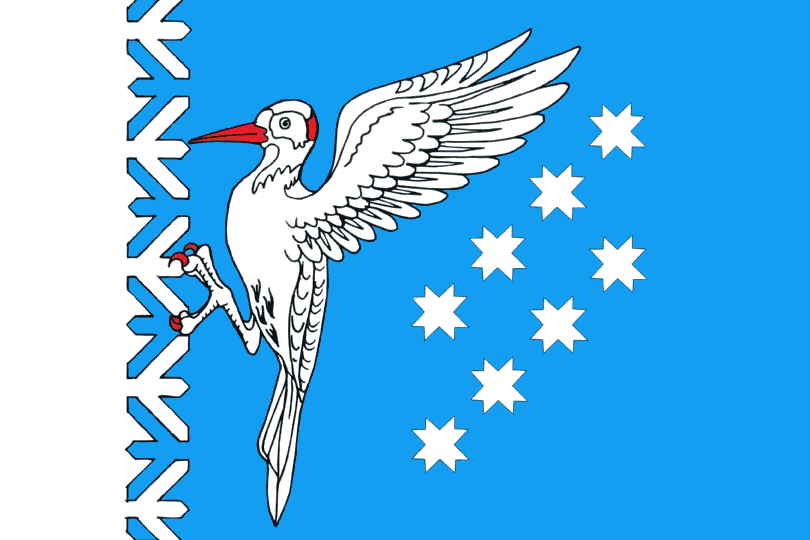
Volžský rajón (1) Poměr stran: 2:3
Gornomarijský rajón (2) Poměr stran: 2:3
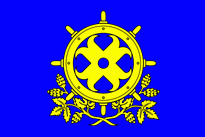
Zzvenigovský rajón (3) Poměr stran: 2:3
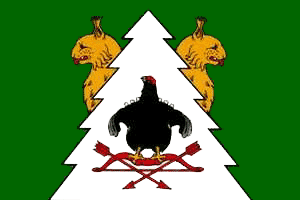
Kilemarský rajón (4) Poměr stran: 2:3
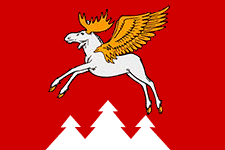
Kuženěrský rajón (5) Poměr stran: 2:3
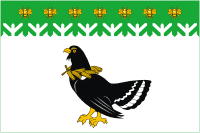
Mari-Turekský rajón (6) Poměr stran: 2:3
Medvěděvský rajón (7) Poměr stran: 2:3
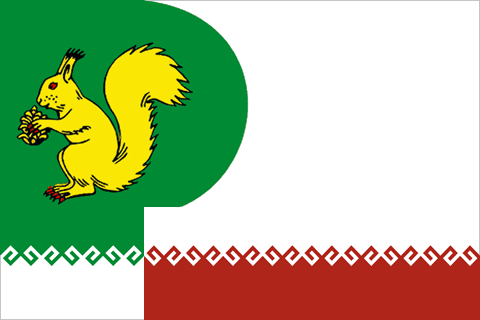
Morkinský rajón (8) Poměr stran: 2:3
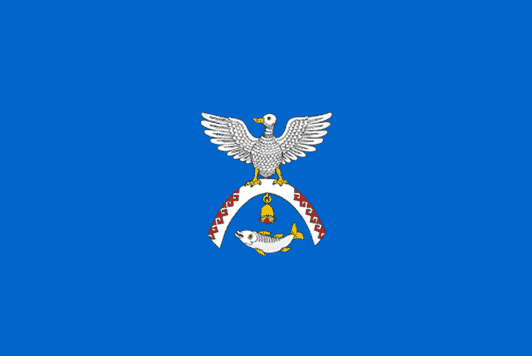
Novotorjalský rajón (9) Poměr stran: 2:3
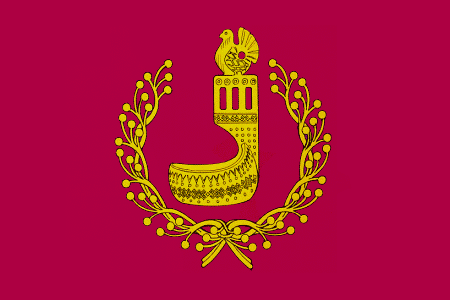
Oršanský rajón (10) Poměr stran: 2:3
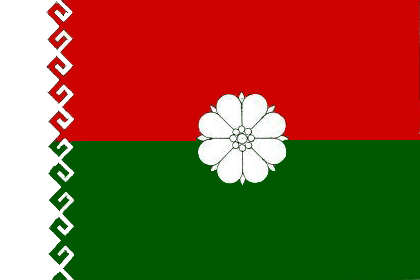
Paranginský rajón (11) Poměr stran: 2:3
Sernurský rajón (12) Poměr stran: 2:3
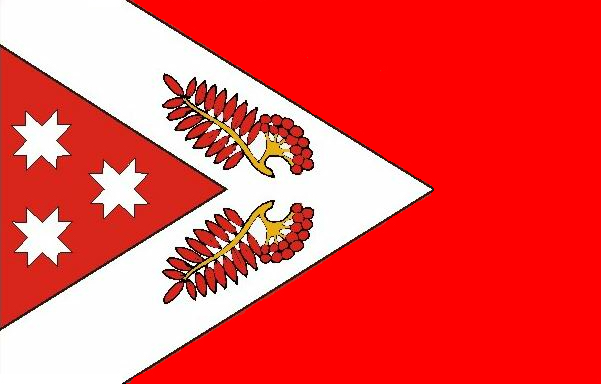
Sovětský rajón (13) Poměr stran: 2:3
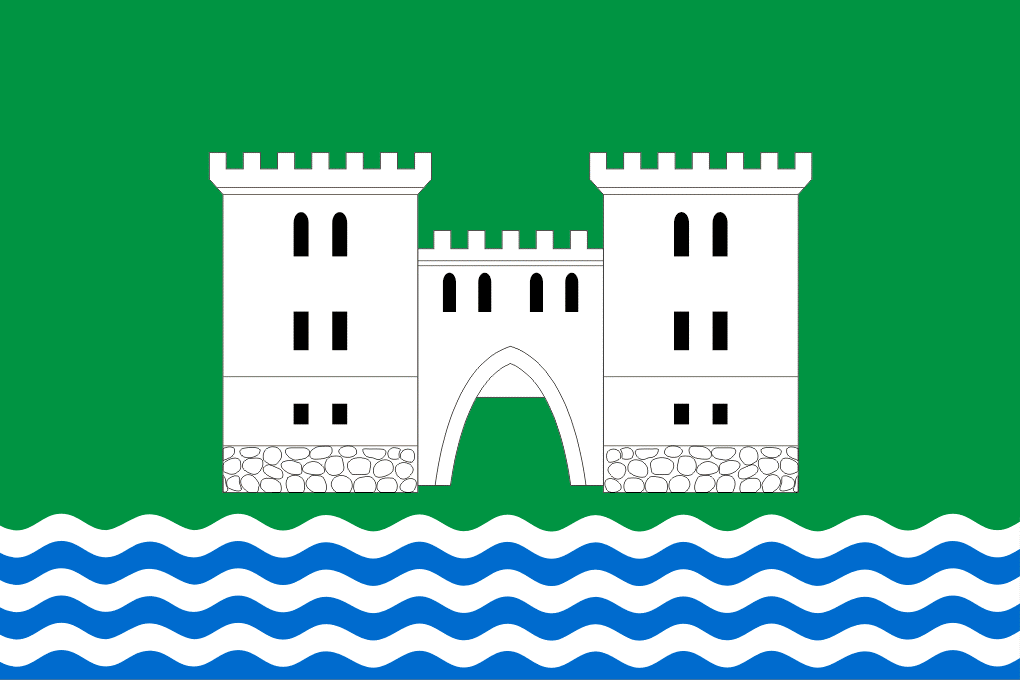
Jurinský rajón (14) Poměr stran: 2:3